# Cylindraustralia ustulata
Cylindraustralia ustulata är en insektsart som först beskrevs av Arturs Neboiss 1962.  Cylindraustralia ustulata ingår i släktet Cylindraustralia och familjen Cylindrachetidae. Inga underarter finns listade i Catalogue of Life.